# Soun Makara
Hem Simay (6 dicembre 1987) è un calciatore cambogiano, di ruolo portiere.

## Carriera

### Nazionale
Con la Nazionale ha preso parte a 2 incontri nel 2008.